# 344-та піхотна дивізія (Третій Рейх)
344-та піхотна дивізія (Третій Рейх) (нім. 344. Infanterie-Division) — піхотна дивізія Вермахту за часів Другої світової війни. Дивізія сформована у вересні 1942 року, виконувала окупаційні функції у Франції, обороняючи західні приморські області поблизу Бордо. Билась у Франції, Голландії. Після розгрому літом 1944 року знов сформована та продовжила ведення бойових дій у Нідерландах. У січні 1945 року перекинута до Верхньої Силезії, де розгромлена весною радянськими військами.

## Історія
344-та піхотна дивізія сформована 25 вересня 1942 року в Штутгарті в V військовому окрузі й невдовзі її підрозділи передислоковані на захід Франції в район Бордо, де вона продовжила процес формування.
Дивізія входила до складу сил резервних військ Вермахту в окупованій Франції, основні її сили протягом кількох років виконували завдання щодо оборони узбережжя західної Франції поздовж Біскайської затоки. Головні зусилля зосереджувались на утриманні позицій Аркашон-Андернос-ле-Бен-Ле-Вердон-сюр-Мер-Мімізан. Штаб-квартира дивізії розташовувалась у Андернос-ле-Бен.
Літом 1944 року її перекинули до Нормандії на рубіж Барантен-Сен-П'єрр-де-Варанжвіль, де дивізія вела оборонні бої, стримуючи наступ англо-американських військ. У серпні 1944 року німецькі підрозділи билися за Бретей, Л'Егль, Берне, Конш-ан-Уш, Ле-Небур. Під ударами сил противника, що переважали, з'єднання відступало на північ Франції на Серке, Ам'єн, Оте, Фрюж, Бомец, Ер, Азебрук, до французько-бельгійського кордону й далі відступало на Діксмейде, Брюгге, Лембеке та Оверпелт.
Після зазнаних втрат дивізія була розформована, але вже у листопаді 1944 року її знов сформували на основі бойової групи рештки дивізії та підрозділів 91-ї дивізії. З'єднання тримало оборону поблизу Дордрехта на півдні Голландії.
У січні 1945 року перекинута на Східний фронт до Верхньої Силезії, де тривала оборону у складі 1-ї танкової армії генерал-полковника Г. Гейнріці.

## Райони бойових дій
- Франція (вересень 1942 — серпень 1944);
- Нідерланди, Західна Німеччина (листопад 1944 — січень 1945);
- Німеччина (Верхня Сілезія) (січень — травень 1945).

## Командування

### Командири
1-ше формування
- оберст, з 1 жовтня 1942 генерал-майор, з 1 жовтня 1943 генерал-лейтенант Ойген Фелікс Швальбе (нім. Felix Schwalbe) (27 вересня 1942 — 30 вересня 1944);
- оберст Рудольф Гольч (нім. Rudolf Goltzsch) (30 вересня — 16 жовтня 1944, ТВО);

2-ге формування
- генерал-майор Ойген Кеніг (нім. Eugen König) (5 листопада — 16 грудня 1944);
- оберст, з 1 січня 1945 генерал-майор Георг Коссмала (нім. Georg Koßmala) (16 грудня 1944 — 28 лютого 1945);
- оберст Рольф Шеренберг (нім. Rolf Scherenberg) (28 лютого — 15 березня 1945);
- генерал-майор, з 20 квітня 1945 генерал-лейтенант Ервін Йоллассе (нім. Erwin Jollasse) (15 березня — 8 травня 1945).

### Підпорядкованість
| Час                       | Корпус    | Армія              | Група армій (округ) | Штаб           |
| ------------------------- | --------- | ------------------ | ------------------- | -------------- |
| 1942                      |           |                    |                     |                |
| вересень                  |           |                    | V військовий округ  | Штутгарт/Бордо |
| листопад                  | LXXX ак   | 1-ша армія         | Група армій «D»     | Бордо          |
| 1943                      |           |                    |                     |                |
| січень                    | LXXX ак   | 1-ша армія         | Група армій «D»     | Бордо          |
| 1944                      |           |                    |                     |                |
| січень                    | LXXX ак   | 1-ша армія         | Група армій «D»     | Бордо          |
| лютий                     | LXVII ак  | 15-та армія        | Група армій «D»     | район Ла-Манша |
| травень                   | LXVII ак  | 15-та армія        | Група армій «B»     | район Ла-Манша |
| серпень                   | LXXIV ак  | 5-та танкова армія | Група армій «B»     | Нормандія      |
| вересень (рештки дивізії) | LXVII ак  | 15-та армія        | Група армій «B»     | Нідерланди     |
| жовтень (переформування)  | LXXXIX ак | 15-та армія        | Група армій «B»     | Нідерланди     |
| Друге формування          |           |                    |                     |                |
| 1944                      |           |                    |                     |                |
| листопад                  | LXXXVI ак | 5-та танкова армія | Група армій «B»     | Аахен          |
| грудень                   | LXXIV ак  | 7-ма армія         | Група армій «B»     | Аахен          |
| 1945                      |           |                    |                     |                |
| січень                    |           |                    | Група армій «A»     | Краків         |
| лютий                     | LXXIV ак  | 1-ша танкова армія | Група армій «Центр» | Оппельн        |
| березень                  | XI ак     | 1-ша танкова армія | Група армій «Центр» | Верхня Сілезія |
| квітень                   | XXIV тк   | 1-ша танкова армія | Група армій «Центр» | Верхня Сілезія |

### Склад
| 1942                                   | 1944                                  |
| -------------------------------------- | ------------------------------------- |
| 854-й фортечний піхотний полк          | 1057-й гренадерський полк             |
| 855-й фортечний піхотний полк          | 1058-й гренадерський полк             |
| —                                      | 832-й гренадерський полк              |
| 344-й артилерійський полк              |                                       |
| 344-й інженерний батальйон             |                                       |
| —                                      | 344-й протитанковий дивізіон          |
| —                                      | 344-й дивізійний фузілерний батальйон |
| 344-й дивізійний батальйон зв'язку     |                                       |
| 344-ме дивізійне управління постачання |                                       |
| —                                      | 344-й запасний батальйон              |